# Micromidia convergens
Micromidia convergens är en trollsländeart som beskrevs av Günther Theischinger och Watso 1978. Micromidia convergens ingår i släktet Micromidia och familjen skimmertrollsländor. Inga underarter finns listade i Catalogue of Life.